# تشيب فيلدز
تشيب فيلدز (بالإنجليزية: Chip Fields)‏ هي ممثلة أمريكية، ولدت في 5 أغسطس 1951 في نيويورك في الولايات المتحدة.

## وصلات خارجية
- تشيب فيلدز على موقع IMDb (الإنجليزية)
- تشيب فيلدز على موقع قاعدة بيانات برودواي على الإنترنت (الإنجليزية)
- تشيب فيلدز على موقع قاعدة بيانات الفيلم (الإنجليزية)